# Одиль, Ханна Габи
Ханна Габи Одиль (нидерл. и фр. Hanne Gaby Odiele; род. 8 октября 1987) — бельгийская модель.

## Ранняя жизнь
Ханна Габи Одиль родилась 8 октября 1987 в Кортрейке в Бельгии. Ханна Габи Одиль — интерсекс. У неё синдром нечувствительности к андрогенам, что означает, что она родилась с мужским набором хромосом, но её тело невосприимчиво к андрогенам, вследствие чего у неё женский фенотип и мужские гонады. Из-за своего синдрома в детстве она подверглась «нормализующим» операциям и медицинским вмешательствам, которые, по её словам, были проведены без информированного согласия её родителей. Ей стало известно о том, что она интерсекс, за несколько недель до начала её карьеры.

## Карьера

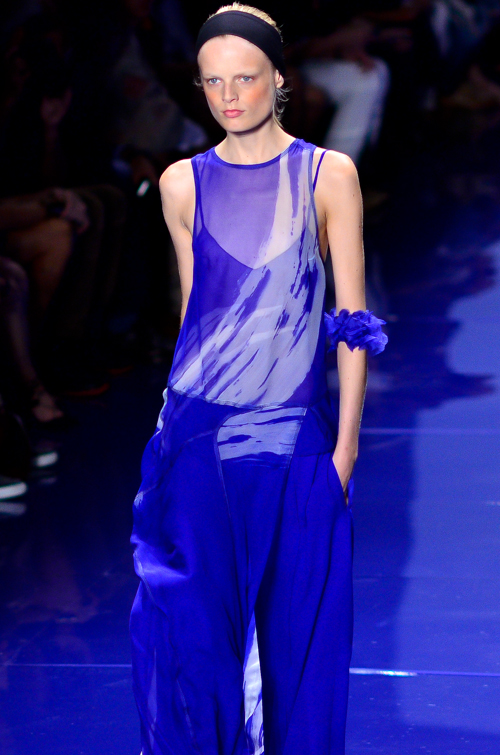
Ханна Габи Одиль на показе Vera Wang Spring/Summer 2014 на Неделе моды в Нью-Йорке.

Ханна Габи Одиль была замечена Томом Ван Дорпе, во время рок-фестиваля Novarock в Кортрейке (Бельгия). В 2005 году она подписала контракт с Supreme Management в Нью-Йорке. В сентябре этого же года она дебютировала, представляя работы Марка Джейкобса, Rodarte, Ruffian и Thakoon Panichgul в Нью-Йорке. В 2006 году она появлялась в показах для Vogue и стала лицом Philosophy di Alberta Ferretti.
В декабре 2006 года её сбила машина, едущая на красный свет, в результате чего у неё был перелом ног.
После нескольких операций и месяцев интенсивной терапии, она вернулась на подиум в Spring and Fall 2008 shows, принимая участие в показах Chanel, Givenchy, Prada и др.
Одиль попадала в такие журналы, как Vogue Italia, Marie Claire, Teen Vogue и Elle. Она становилась лицом обложки Vogue и French Revue de Modes. Она работала для таких модельеров и домов моды, как Mulberry, Balenciaga, Анна Суи, Вера Ванг, и DKNY Jeans.
Также она является моделью уличной моды Томми Тона.

## Личная жизнь
Ханна Габи Одиль живёт на Манхэттене в Нью-Йорке. В 2016 году она вышла замуж за модель Джона Свитека.
В 2017 году, после публичного признания того, что она является интерсексом, она стала партнёром interACT, в качестве активистки за права интерсексов.
В интервью The Times и Dazed Одиль сказала, что идентифицирует себя как интерсекс-женщину и что хочет быть частью интерсекс-сообщества. В 2019 году Одиль рассказала фламандской газете De Morgen, что идентифицирует себя как небинарного человека. Она использует местоимения they/them в английском языке и hen/hun в голландском.